# Pseudolangrayen d'Asie
Vous lisez un « bon article » labellisé en 2011.
Pseudochelidon sirintarae
Espèce
Synonymes
- Eurochelidon sirintarae (Thonglongya, 1968)

Statut de conservation UICN

 CR D : 
En danger critique
  
Statut CITES
Le Pseudolangrayen d'Asie (Pseudochelidon sirintarae), également appelée aronde d'Asie, est une des deux espèces de passereaux du genre Pseudochelidon, appartenant à la famille des Hirundinidae. Les importantes différences le distinguant de son plus proche parent, le Pseudolangrayen d'Afrique, lui valent parfois d'être placé dans son propre genre, Eurochelidon. Il n'a été observé que sur un seul site d'hivernage, en Thaïlande (dans les forêts marécageuses d'eau douce de la plaine du Chao Phraya), et n'y a pas été revu depuis 1980. L'espèce est donc peut-être éteinte.
Le Pseudolangrayen d'Asie est une hirondelle de taille moyenne, avec un plumage principalement d'un vert-noir luisant, un croupion blanc et une queue aux deux rectrices centrales fines et allongées, élargies en « raquette » à l'extrémité. Il a l'œil blanc et un long bec jaune-verdâtre. Aucun dimorphisme sexuel n'est observable, mais les juvéniles n'ont pas les longues rectrices caractéristiques et sont généralement plus foncés que les adultes. On connaît peu de choses du comportement de cet oiseau, de son habitat ou de sa reproduction, bien que, comme les autres hirondelles, ce pseudolangrayen se nourrisse d'insectes capturés au vol, et passe l'hiver dans les roselières.

## Description

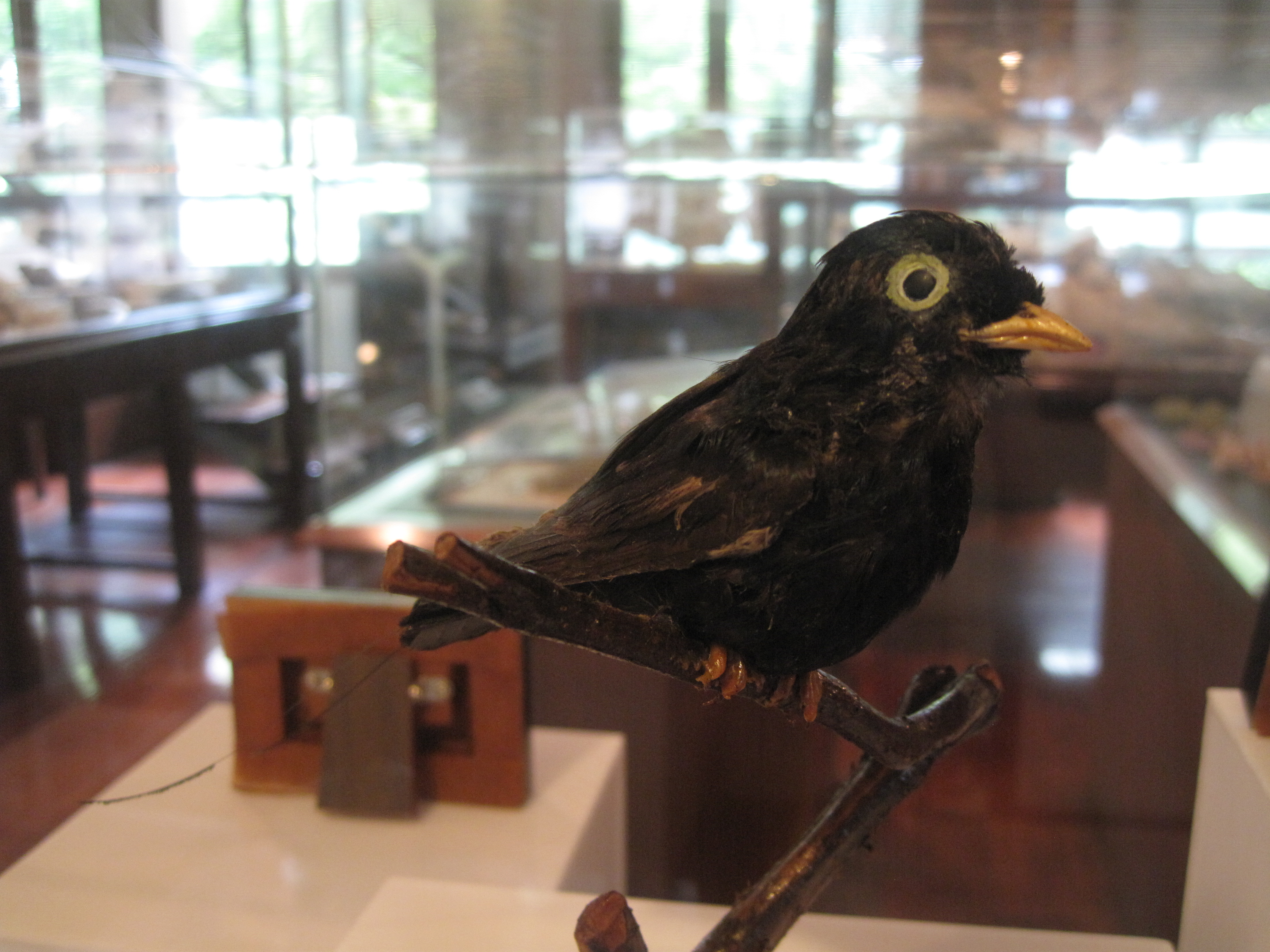
Spécimen empaillé dans les collections d'histoire naturelle de l'Université Chulalongkorn.

Le Pseudolangrayen d'Asie est un oiseau de taille moyenne, mesurant 18 cm de long. Les adultes, mâle comme femelle, présentent un plumage noir avec des reflets bleu-vert sur le dessus, une bande blanche et brillante à la base de la queue et un croupion blanc. La tête est plus foncée que le dos, le menton est noir et des reflets satinés bleu-vert apparaissent sur le ventre. Les ailes sont noires, et la queue vert-noir satiné ; elle est carrée avec deux longues rectrices centrales en forme de raquette, pouvant atteindre neuf centimètres de long. Il possède un grand bec d'un jaune verdâtre avec la pointe de la mandibule noire. L'iris et le tour de l'œil sont blancs, donnant l'illusion d'un anneau blanc périoculaire. Les pattes, grandes et fortes, sont de couleur chair. Cette espèce est silencieuse pendant l'hivernage, et ses vocalisations lors de la période de reproduction sont inconnues.
Le juvénile, globalement plus foncé que l'adulte, a la tête et le menton marron. Sa queue carrée ne possède pas de longues rectrices. Des juvéniles capturés en janvier et février avaient les plumes du corps en cours de mue.

## Écologie et comportement
Comme ses lieux de reproduction sont inconnus, on ne sait rien de celle-ci, bien qu'il ait été suggéré que cet oiseau pourrait nicher dans des cavités creusées dans les bancs de sable en bordure des cours d'eau, et ce probablement en avril ou mai, avant la montée des eaux causées par la mousson. Toutefois, la morphologie des pattes et des doigts semble peu adaptée au creusement. Il passe l'hiver avec les Hirondelles rustiques dans les roselières.
Comme les autres hirondelles, le Pseudolangrayen d'Asie se nourrit d'insectes, dont des coléoptères. Compte tenu de sa taille et de la longueur inhabituelle de son bec, il pourrait prendre de plus gros insectes que les autres hirondelles. L'espèce est décrite comme gracieuse et dynamique en vol, et, comme son cousin d'Afrique, semble réticente à utiliser les perchoirs. Ce comportement, associé à la forme inhabituelle de l'extrémité de la queue et à la boue trouvée sur les doigts de l'un des premiers spécimens capturés, permet d'envisager qu'il puisse être relativement terrestre.
Pamela C. Rasmussen a suggéré que, compte tenu de ses yeux inhabituellement grands, l'espèce pourrait être nocturne ou au moins crépusculaire, facteur qui pourrait la rendre très difficile à observer et expliquer en partie pourquoi elle est restée si longtemps inconnue ; même si les premiers spécimens ont été capturés perchés durant la nuit dans des roselières, il est possible qu'ils n'aient en fait pas été pris au nid. Il est possible également que cette espèce soit crépusculaire, ou encore qu'elle puisse être active de jour comme de nuit selon la saison ou les circonstances.

## Répartition et habitat

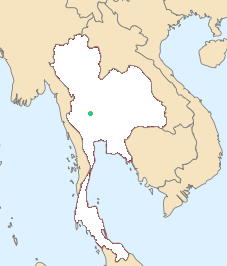
Localité où le Pseudolangrayen d'Asie a été observé.

Le Pseudolangrayen d'Asie n'a été découvert qu'en 1968, date à laquelle l'ornithologue thaïlandais Kitti Thonglongya a obtenu les neuf premiers spécimens connus. Ils ont été capturés la nuit, au filet japonais, par des professionnels dans le cadre d'une étude sur les oiseaux migrateurs. Ils étaient perchés sur des roseaux au bord de la plus vaste zone humide d'eau douce de Thaïlande, le Bueng Boraphet, dans la province de Nakhon Sawan.
L'espèce n'a été trouvée que sur ce site, uniquement entre les mois de novembre et de février, et on suppose que son aire d'hivernage est située dans des habitats humides ouverts utilisés pour son alimentation en vol, avec des roselières pour se percher la nuit. Le Pseudolangrayen d'Asie pourrait être migrateur, mais son aire de nidification, son type de nid et le lieu de son implantation sont inconnus, bien que les vallées fluviales du Nord de la Thaïlande ou du sud-ouest de la Chine soient susceptibles de l'abriter. Une prétendue représentation de cette espèce sur une peinture chinoise sur rouleau concerne plus probablement une Glaréole orientale (Glareola maldivarum). On a suggéré que le Cambodge et la Birmanie pourraient également abriter cette espèce, bien qu'on ignore si elle est migratrice ou non.
Si l'habitat de reproduction ressemble à celui du Pseudolangrayen d'Afrique (P. eurystomina), il est susceptible d'être constitué de vallées boisées des grands fleuves ; ceux-ci peuvent fournir des bancs de sable et des îles pour la nidification, et des bois dans lesquels les oiseaux peuvent attraper des insectes.

## Taxinomie et systématique

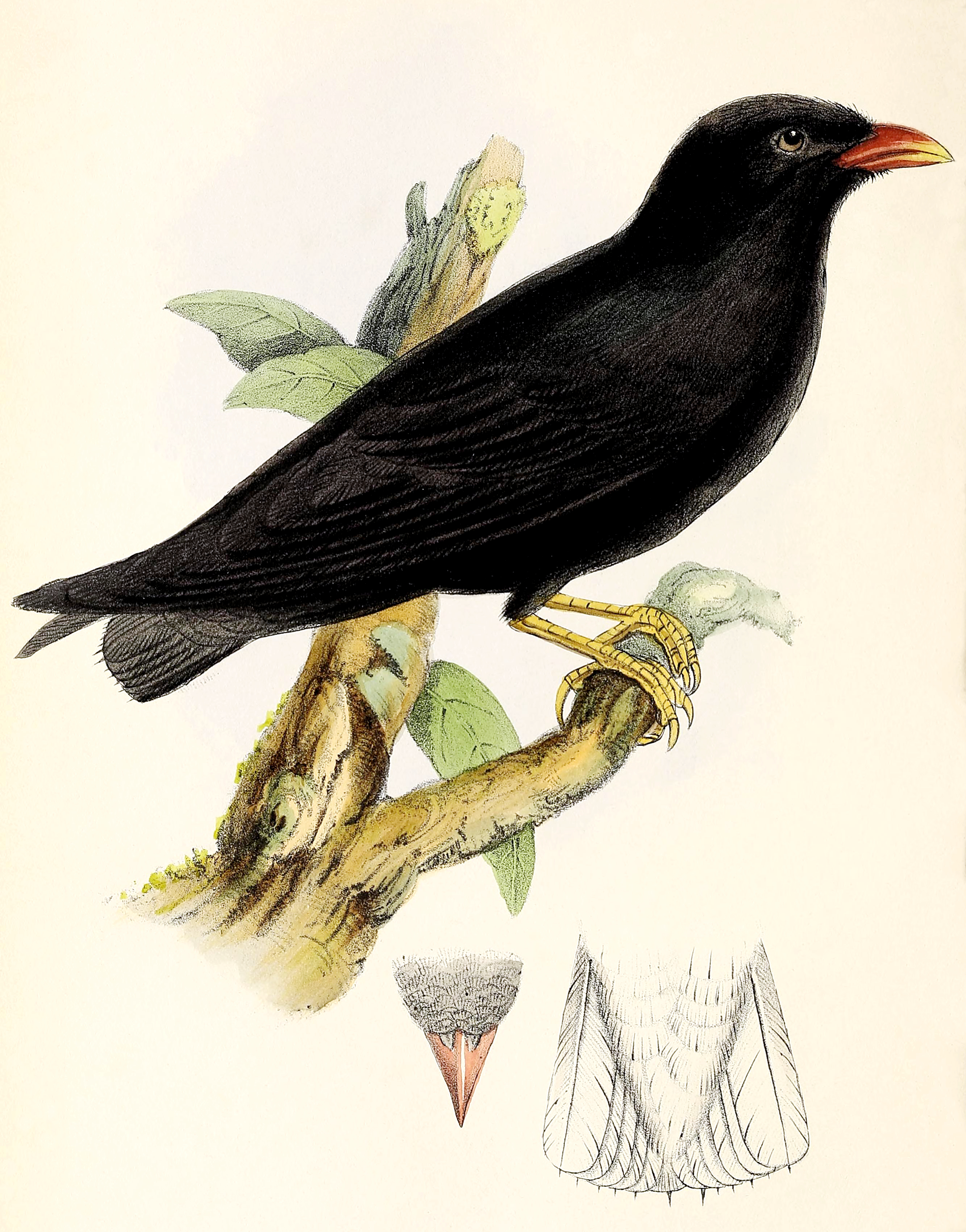
Dessin d'un Pseudolangrayen d'Afrique, issu d'un article de Gustav Hartlaub dans Ibis d'octobre 1861.

Le Pseudolangrayen d'Asie forme avec le Pseudolangrayen d'Afrique le genre Pseudochelidon, placé au sein des Hirundinidae dans une sous-famille particulière, celle des Pseudochelidoninae. Ces deux espèces se distinguent des autres hirondelles par un certain nombre de traits, dont leurs pattes robustes et leur bec fort. L'importance de ces différences avec le reste du groupe et la grande séparation géographique entre les deux pseudolangrayens suggèrent que ces oiseaux représentent des populations reliques d'un groupe d'espèces qui a divergé de la lignée principale des hirondelles au début de son évolution.
Le nom du genre Pseudochelidon vient du préfixe grec ψευδο (pseudo) pour « faux » et de χελιδον (chelidôn) signifiant « hirondelle », et le nom de l'espèce sirintarae commémore la Princesse Maha Chakri Sirindhorn du royaume de Thaïlande. Le nom pseudolangrayen (littéralement : « faux langrayen ») indique une ressemblance avec les langrayens, passereaux du genre Artamus. Le Pseudolangrayen d'Asie ne compte aucune sous-espèce,. En 1972, on a proposé de placer le Pseudolangrayen d'Asie dans un genre distinct monotypique, Eurochelidon car il différait suffisamment de l'espèce africaine pour être placé dans son propre genre, mais peu d'auteurs en dehors de BirdLife International utilisent actuellement ce classement.
Les espèces africaines et asiatiques diffèrent sensiblement par la taille de leur bec et de leurs yeux, ce qui laisse supposer qu'elles ont des habitudes alimentaires différentes, le Pseudolangrayen d'Asie étant probablement en mesure d'attraper des proies beaucoup plus grandes. L'espèce thaïlandaise a également la partie charnue des commissures du bec plus développée et ferme, contrairement à celle plus molle et moins volumineuse de l'espèce africaine.

## Le Pseudolangrayen d'Asie et l'Homme

### Menaces et conservation
Depuis sa découverte en 1968, le Pseudolangrayen d'Asie a été vu de nouveau en Thaïlande en 1972, 1977 et 1980, et une observation non confirmée est signalée en 1986. L'Union internationale pour la conservation de la nature (IUCN) le classe comme en danger critique d'extinction (CR), soit la catégorie de risque la plus élevée pour les espèces sauvages et qui regroupe celles dont les effectifs ont diminué ou diminueront de 80 % en trois générations. L'IUCN ne considère pas qu'une espèce soit disparue jusqu'à ce que de vastes recherches soient menées, mais le Pseudolangrayen d'Asie pourrait bien ne plus exister à l'état sauvage.
L'espèce bénéficie d'une protection juridique en vertu de son classement en annexe I (la catégorie la plus élevée) de la Convention sur le commerce international des espèces de faune et de flore sauvages menacées d'extinction (CITES), mais elle a été capturée par les autochtones, comme d'autres hirondelles, pour la vente en tant que nourriture ou pour les lâchers d'oiseaux des fêtes bouddhistes. Ainsi, après sa découverte par les ornithologues, des trappeurs en auraient capturé près de 120 pour les vendre au directeur de la station de pêche de Nakhon Sawan qui n'a pas su les garder vivantes en captivité. La petite population a donc pu devenir non viable. Toutefois, une observation possible a été signalée au Cambodge en 2004.
Les populations d'hirondelles du Bueng Boraphet ont connu des déclins énormes, entre les centaines de milliers estimées autour de l'année 1970 et les 8 000 maximum comptées dans l'hiver 1980-1981. Cependant il n'est pas certain que cela corresponde à une baisse réelle des effectifs ou à un changement de site. Parmi les autres causes possibles du déclin de l'espèce figurent la perturbation des bancs de sable des bords des cours d'eau, la construction de barrages qui inondent les zones en amont et modifient l'hydrologie en aval, la déforestation et la transformation croissante de son habitat en terrains agricoles. Très peu d'hirondelles trouvent maintenant refuge dans les roselières du Bueng Boraphet, préférant les plantations de canne à sucre et, malgré les recherches, le Pseudolangrayen d'Asie n'a pas été repéré parmi les autres grands rassemblements d'hirondelles à proximité.
La chasse a été interdite au Bueng Boraphet pour protéger les espèces, mais d'assez nombreuses campagnes de recherches (notamment plusieurs au Bueng Boraphet, une en 1969 au Nan Yom et près de la rivière Wang au nord de la Thaïlande, une en 1996 autour des rivières du nord du Laos) pour retrouver ce pseudolangrayen se sont avérées infructueuses.

### Philatélie
En tant qu'espèce endémique de Thaïlande, cet oiseau a figuré en 1975 sur un timbre-poste de 75 satangs dans une série de quatre timbres représentant des oiseaux de la Thaïlande, et sur une pièce commémorative en or de 5 000 bahts en 1974.